# Isaiah Stewart
Isaiah Stewart II, né le 22 mai 2001 à Rochester dans l'État de New York, est un joueur américain de basket-ball évoluant aux postes d'ailier fort et pivot.

## Biographie

### Carrière junior
Isaiah Stewart est né à Rochester dans l'Etat de New York.  Il a grandi en jouant au football et en faisant de la boxe.  À partir de 5 ans, il se concentre sur le basketball, qui l’attirait en raison de sa taille et de son physique. Il a joué au basketball en club pour la première fois à l’âge de 10 ans, alors qu’il fréquentait l’école primaire de Rochester. À l’âge de 12 ans, Stewart mesurait environ 1,83 m.
Il fréquenta l’école secondaire jésuite McQuaid dans ses deux premières années d’école secondaire. À l’âge de 14 ans, en première année, il mesurait 2,01 m. Au cours de sa saison de première année, Stewart a obtenu en moyenne 18,5 points, 12,4 rebonds et 3,1 blocs par match, enregistrant deux matchs consécutifs de 40 points, et a été nommé joueur de l’année de la Rochester City Athletic Conference. En octobre 2016, il s’est cassé le coccyx lors des essais nationaux des moins de 16 ans aux États-Unis et a donc raté la majeure partie de sa deuxième saison. Le 2 février 2017, Stewart est revenu sur le terrain, affichant 35 points, 14 rebonds et six blocs pour ses débuts en saison.
Au début de son année junior, Stewart est transféré à La Lumiere School, une école préparatoire à La Porte, dans l’Indiana, avec un prestigieux programme de basketball. En 19 matchs, il a obtenu en moyenne 19,8 points, 11,2 rebonds et 2,4 blocs par match, menant son équipe à une fiche de 25-4. Stewart a reçu une mention honorable de MaxPreps Junior All-American.  Dans sa saison senior avec La Lumiere, il a obtenu en moyenne 18,1 points, 11,3 rebonds et 2,9 blocs par match, aidant son équipe à atteindre une fiche de 30-1. Stewart a remporté le Naismith Prep Player of the Year et les prix Mr. Basketball USA,. Il a été nommé à la première équipe des États-Unis Today et à la deuxième équipe des MaxPreps. Stewart a joué au McDonald’s All-American Game, Jordan Brand Classic, et Nike Hoop Summit.
Isaiah Stewart a terminé sa carrière au secondaire en tant que recrue cinq étoiles et joueur du top cinq de la classe 2019,. Le 21 janvier 2019, il s’est engagé à jouer au basketball universitaire pour l'université de Washington. Les autres finalistes pour l’obtenir étaient Duke, Kentucky, Michigan State, et Syracuse. Stewart a été attiré à Washington en raison de sa relation de longue date avec Mike Hopkins (en). Il connaissait Hopkins, un ancien entraîneur adjoint de Syracuse, depuis qu’il jouait pour McQuaid Jesuit.
À l’approche de la fin de la saison, Stewart et son coéquipier Jaden McDaniels ont été projetés comme trois meilleurs choix pour le repêchage de la NBA 2020 et peut-être en première et deuxième place. En partie à cela, Washington a également reçu beaucoup de battage médiatique. Stewart a fait ses débuts à l’université pour Huskies de Washington contre les Bears de Baylor dans la Classique des Forces armées 2019, enregistrant 15 points et sept rebonds, y compris le panier gagnant dans une victoire de 67–64 pour Washington. À la fin de la saison régulière 2019-2020, Stewart a été nommé à la première équipe All-Pay-12 et à l’équipe de première année. Isaiah Stewart a inscrit 29 points et pris 12 rebonds contre les Wildcats de l'Arizona dans le tournoi Pac-12. Il a obtenu en moyenne 17 points, 8,8 rebonds et 2,1 blocs par match en première année. Le 1er avril 2020, il se déclare pour la draft NBA de 2020.

### Carrière professionnelle

#### Pistons de Detroit (depuis 2020)
Isaiah Stewart est drafté en 16e position lors de la draft 2020 de la NBA par les Trail Blazers de Portland. Le 22 novembre 2020, il est envoyé avec Trevor Ariza et un futur premier tour de draft au Rockets de Houston contre Robert Covington. Le 24 novembre 2020, toujours avec Ariza, un second tour de draft et de l'argent, il est envoyé aux Pistons de Detroit contre Christian Wood, un premier et second tour de la draft 2021. Le 1er décembre 2020, il signe un contrat avec les Pistons.
Lors de sa saison rookie, il dispute 68 matches (dont 14 comme titulaire) pour une moyenne par match de 17 points, 8,8 rebonds et 2,1 contres. Cela lui vaut d'être sélectionné dans la NBA All-Rookie Second Team en fin de saison.
Le 21 novembre 2021, il est expulsé au troisième quart temps après s'être battu avec LeBron James face aux Lakers de Los Angeles. LeBron James a d’abord frappé Stewart au visage, ce qui l’a amené à accuser James à plusieurs reprises. Stewart a dû être retenu par plusieurs officiels et joueurs. Le lendemain de la rencontre, la Ligue a annoncé que Stewart serait suspendu pour deux matchs pour ses actions.
Il participe à la NBA Summer League 2022 au sein du roster des Pistons.
Absent depuis le 24 février 2023 lors de la saison 2022-2023 pour une douleur à la hanche, il voit sa saison terminée le 9 mars 2023 en raison d'une blessure à l'épaule gauche.
Début juillet 2023, il prolonge son contrat de quatre ans avec les Pistons pour 64 millions de dollars.

### En équipe nationale
Isaiah Stewart a joué pour Team USA lors de la Coupe du monde masculine de basket-ball des moins de 17 ans 2018 en Argentine. En 7 rencontres, il a inscrit 11,1 points et pris 8,4 rebonds en moyenne par match. En finale face à l'équipe de France de Killian Hayes et Théo Maledon, il inscrit 15 points et prend 9 rebonds pour une victoire finale des américains 95 à 52.

## Clubs successifs
- 2019-2020 :  Huskies de Washington (NCAA)
- 2020- :  Pistons de Detroit (NBA)

## Palmarès

### NBA
- NBA All-Rookie Second Team en 2021.

## Statistiques

### Universitaires
| Saison    | Équipe     | Matchs | Titul. | Min./m | % Tir | % 3pts | % LF | Rbds/m. | Pass/m. | Int/m. | Ctr/m. | Pts/m. |
| --------- | ---------- | ------ | ------ | ------ | ----- | ------ | ---- | ------- | ------- | ------ | ------ | ------ |
| 2019-2020 | Washington | 32     | 32     | 32,3   | 57,0  | 25,0   | 77,4 | 8,78    | 0,84    | 0,53   | 2,06   | 16,97  |
| Carrière  | Carrière   | 32     | 32     | 32,3   | 57,0  | 25,0   | 77,4 | 8,78    | 0,84    | 0,53   | 2,06   | 16,97  |

### Professionnelles
Les statistiques en match de saison régulière en NBA de Isaiah Stewart sont les suivantes :
| Saison    | Équipe   | Matchs | Titul. | Min./m | % Tir | % 3pts | % LF | Rbds/m. | Pass/m. | Int/m. | Ctr/m. | Pts/m. |
| --------- | -------- | ------ | ------ | ------ | ----- | ------ | ---- | ------- | ------- | ------ | ------ | ------ |
| 2020-2021 | Detroit  | 68     | 14     | 21,4   | 55,3  | 33,3   | 69,6 | 6,66    | 0,87    | 0,57   | 1,26   | 7,90   |
| 2021-2022 | Detroit  | 71     | 71     | 25,6   | 51,0  | 32,6   | 71,8 | 8,69    | 1,15    | 0,31   | 1,10   | 8,30   |
| 2022-2023 | Detroit  | 50     | 47     | 28,3   | 44,2  | 32,7   | 73,8 | 8,06    | 1,40    | 0,40   | 0,68   | 11,34  |
| 2023-2024 | Detroit  | 46     | 45     | 30,9   | 48,7  | 38,3   | 75,3 | 6,63    | 1,59    | 0,37   | 0,83   | 10,93  |
| Carrière  | Carrière | 235    | 177    | 26,0   | 49,8  | 34,8   | 72,7 | 7,57    | 1,21    | 0,42   | 1,00   | 9,34   |

## Records sur une rencontre en NBA
Les records personnels de Isaiah Stewart en NBA sont les suivants, :
| Type de statistique        | Saison régulière | Saison régulière         | Saison régulière |
| Type de statistique        | Record           | Adversaire               | Date             |
| -------------------------- | ---------------- | ------------------------ | ---------------- |
| Points                     | 24               | Warriors de Golden State | 30 octobre 2022  |
| Paniers marqués            | 9                | 2 fois                   | 2 fois           |
| Paniers tentés             | 17               | @ Wizards de Washington  | 15 janvier 2024  |
| Paniers à 3 points réussis | 5                | Knicks de New York       | 29 novembre 2022 |
| Paniers à 3 points tentés  | 9                | Knicks de New York       | 29 novembre 2022 |
| Lancers francs réussis     | 10               | Warriors de Golden State | 30 octobre 2022  |
| Lancers francs tentés      | 11               | Warriors de Golden State | 30 octobre 2022  |
| Rebonds offensifs          | 9                | Thunder d'Oklahoma City  | 16 avril 2021    |
| Rebonds défensifs          | 12               | 2 fois                   | 2 fois           |
| Rebonds totaux             | 21               | Thunder d'Oklahoma City  | 16 avril 2021    |
| Passes décisives           | 6                | Hornets de Charlotte     | 3 février 2023   |
| Interceptions              | 3                | 2 fois                   | 2 fois           |
| Contres                    | 5                | Bucks de Milwaukee       | 22 janvier 2024  |
| Balles perdues             | 5                | @ 76ers de Philadelphie  | 21 décembre 2022 |
| Minutes jouées             | 41               | Hornets de Charlotte     | 14 décembre 2022 |

- Double-double : 38
- Triple-double : 0

Dernière mise à jour : 21 mars 2024